# 八幡神社 (高山市久々野町久々野)
八幡神社（はちまんじんじゃ）は、岐阜県高山市久々野町久々野（旧・大野郡久々野町久々野）に鎮座する神社（八幡宮）。
「西洞の杜」「久々野八幡神社」とも称す。

## 概要
高山市久々野町久々野（西洞、反保、板屋）の産土神である。
創建時期は不詳。
1871年（明治4年）に村社となり、1947年（昭和22年）岐阜県神社庁より銀幣社の指定を受ける。

## 主祭神
- 誉田別命